# Monochamus murinus
Monochamus murinus là một loài bọ cánh cứng trong họ Cerambycidae.